# LiAZ
Ne pas confondre avec le constructeur tchèque de poids lourds LIAZ.

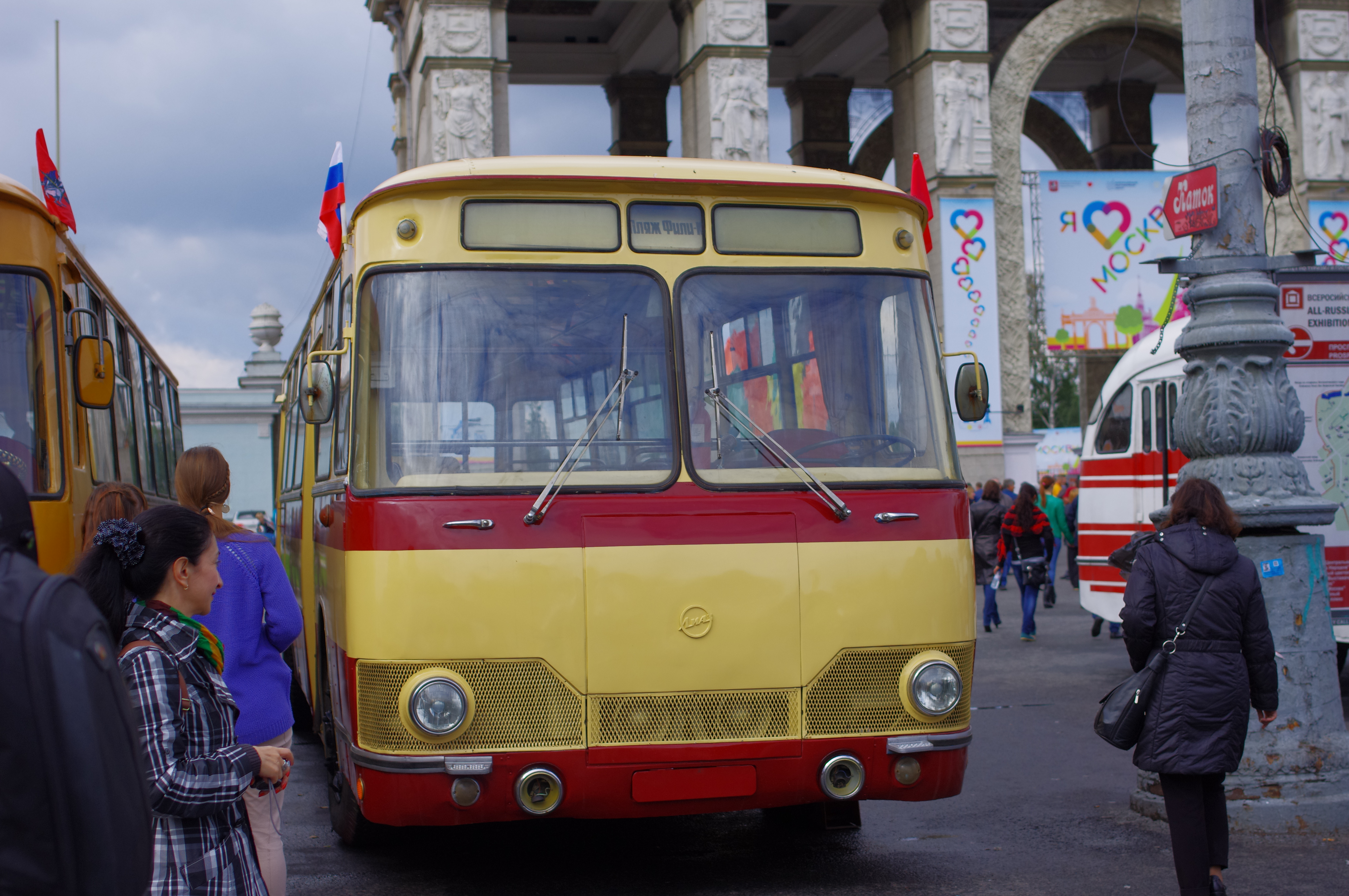
Un bus LiAZ-677 à Moscou.

LiAZ est une entreprise russe de construction mécanique installée à Likino-Douliovo, en Russie. C'est aujourd'hui une filiale de GAZ spécialisée dans la conception et la fabrication d'autobus.

## Historique
La scierie LOZOD (Usine Likino de traitement du bois) a été créée en 1937 : elle produisait des pièces en aggloméré et des panneaux reconstitués. En 1944, elle a pris le nom de LiMZ (Usine mécanique de Likino) et s'est reconvertie dans le petit outillage, comme les tronçonneuses et les groupes électrogènes portatifs.
En 1959, l'usine fabrique des autobus ZIL-158 et prend le nom de LiAZ. En 1967 elle conçoit son propre modèle d'autobus, le LiAZ-677, et en fabriquera 194 183 unités au cours des 29 années suivantes. En 1986, elle entreprend la fabrication d'un nouveau modèle, le LiAZ-5256, qui reste jusqu'à aujourd'hui l'autobus le plus répandu en Russie : en décembre 2013, plus de 24 650 bus de ce type ont été livrés.
Depuis la dislocation de l'URSS, LiAZ connaît des difficultés financières sérieuses : elle a dû interrompre la fabrication d'autobus en 1996, et a fait banqueroute en 1997. L'usine, restructurée, s’appelle désormais Likinskij Avtobusnyj Zavod SARL et a été rachetée en 2000 par RusAvtoProm, composante du groupe GAZ depuis 2005.
LiAZ a fabriqué des trolleybus, entre 2005 et 2012.

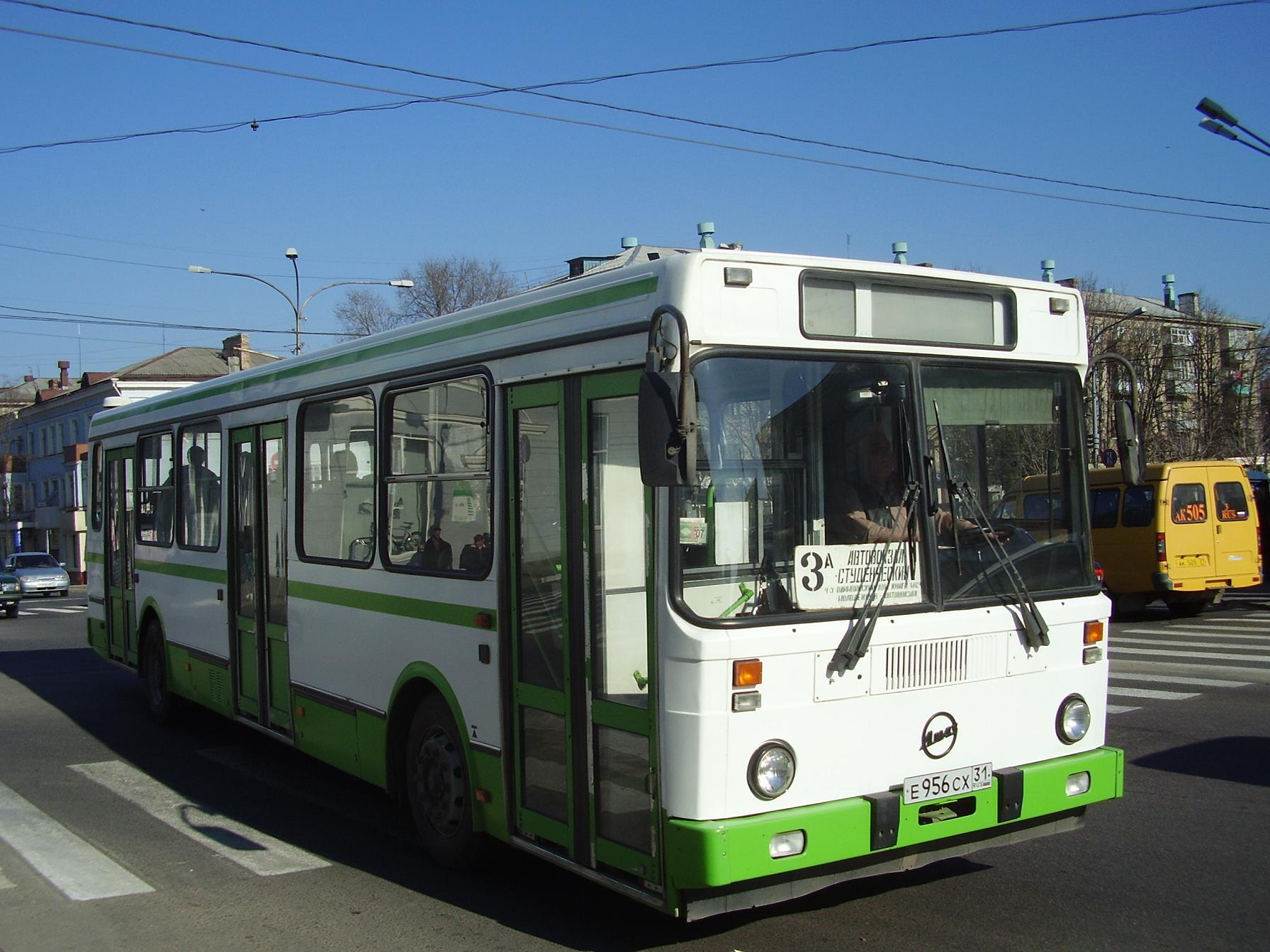
Autobus LiAZ-5256 (première génération, pré-2005) à Stary Oskol (Oblast de Belgorod).
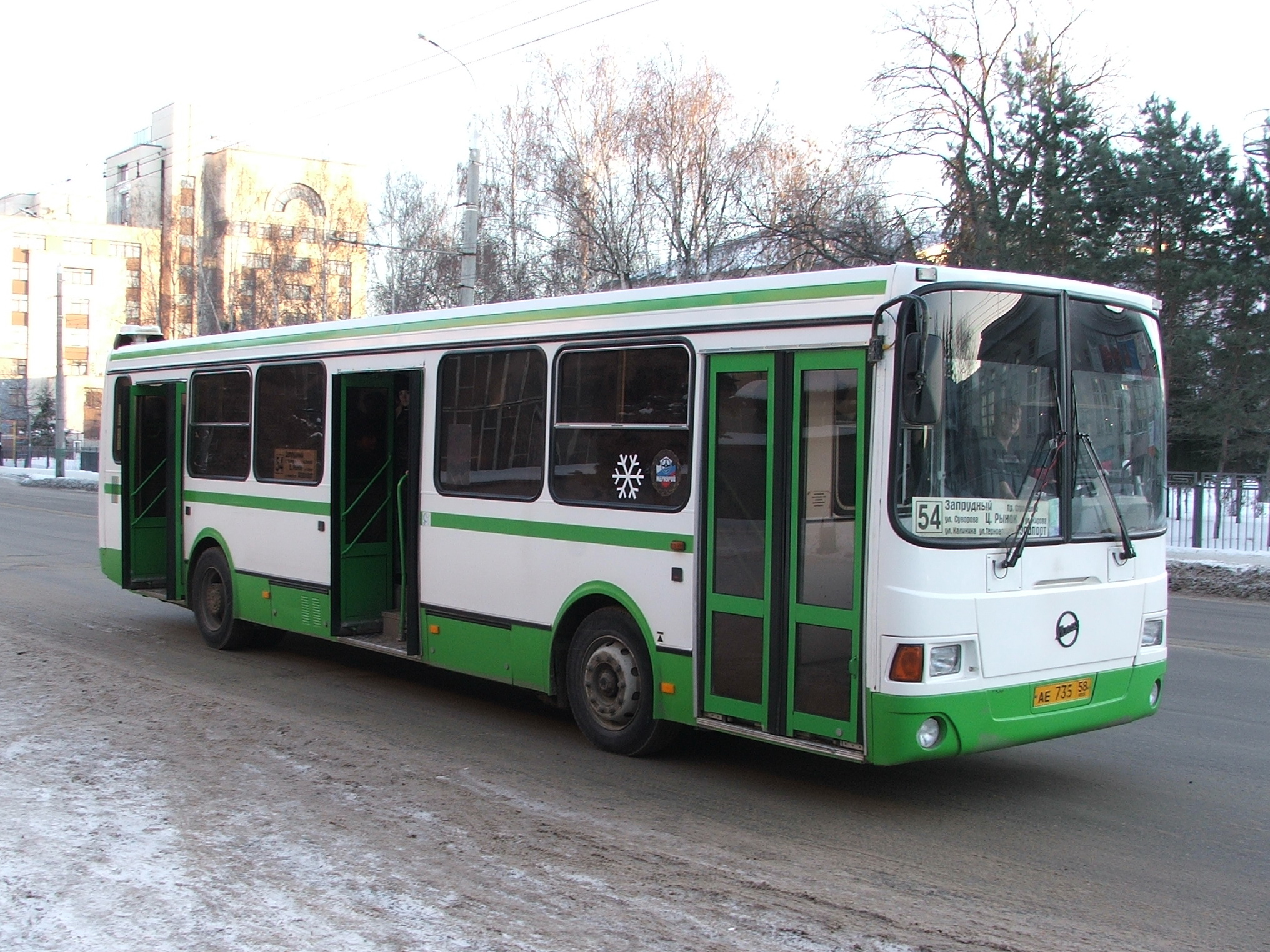
Autobus LiAZ-5256 (seconde génération) à Penza.
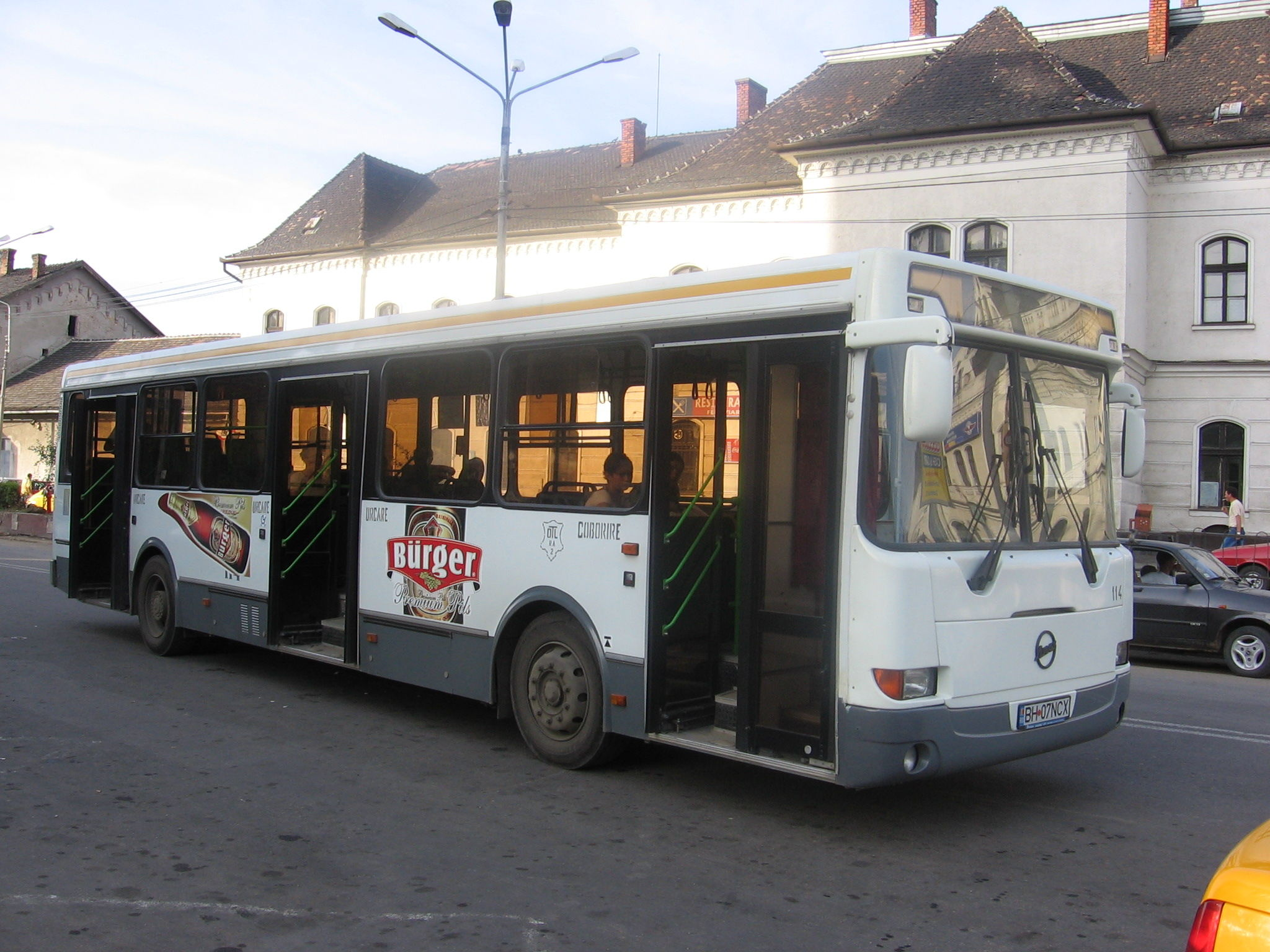
Autobus LiAZ-5256 (seconde génération) à Oradea (Roumanie).
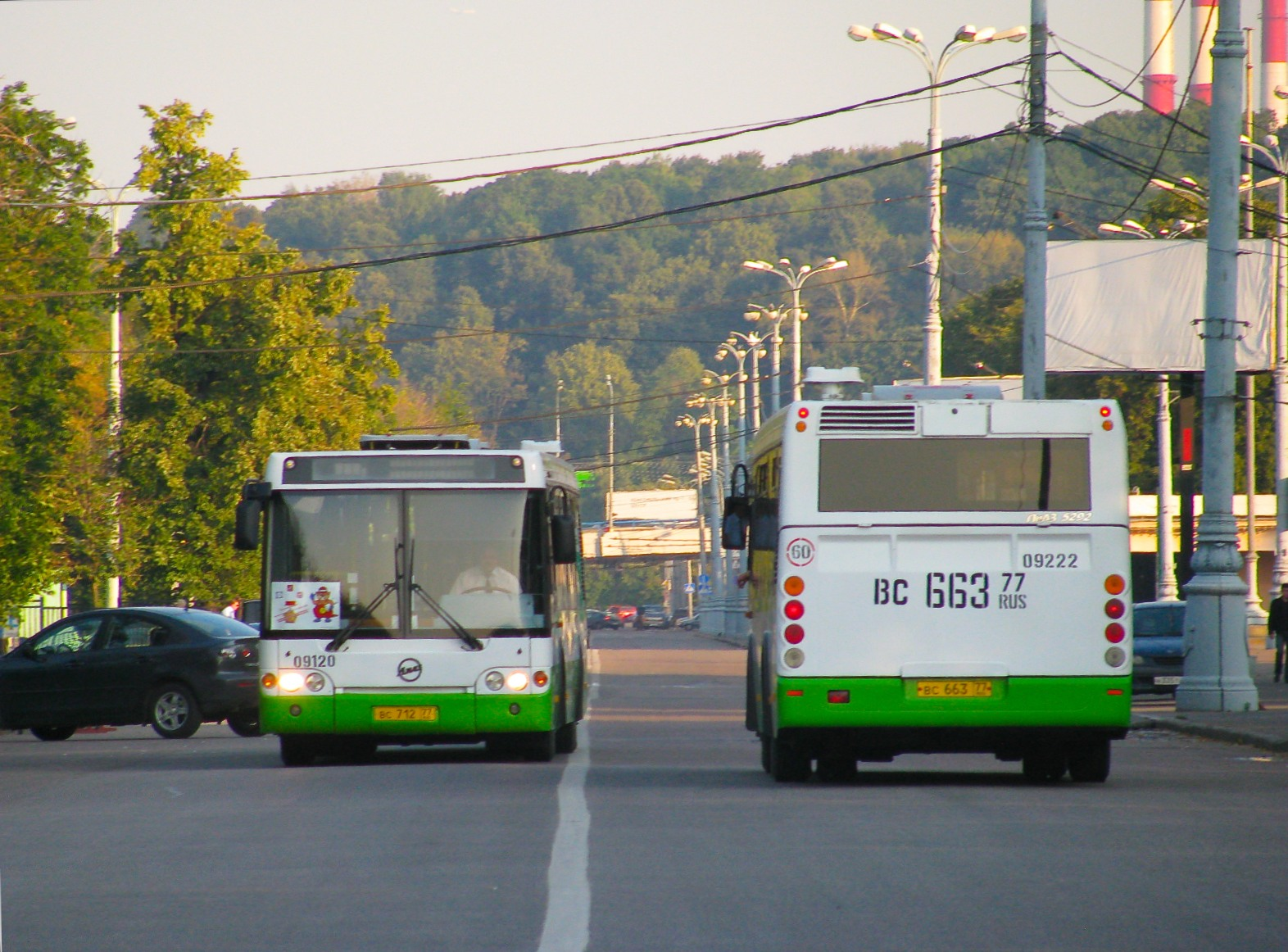
Deux autobus LiAZ-5292.20 à Moscou
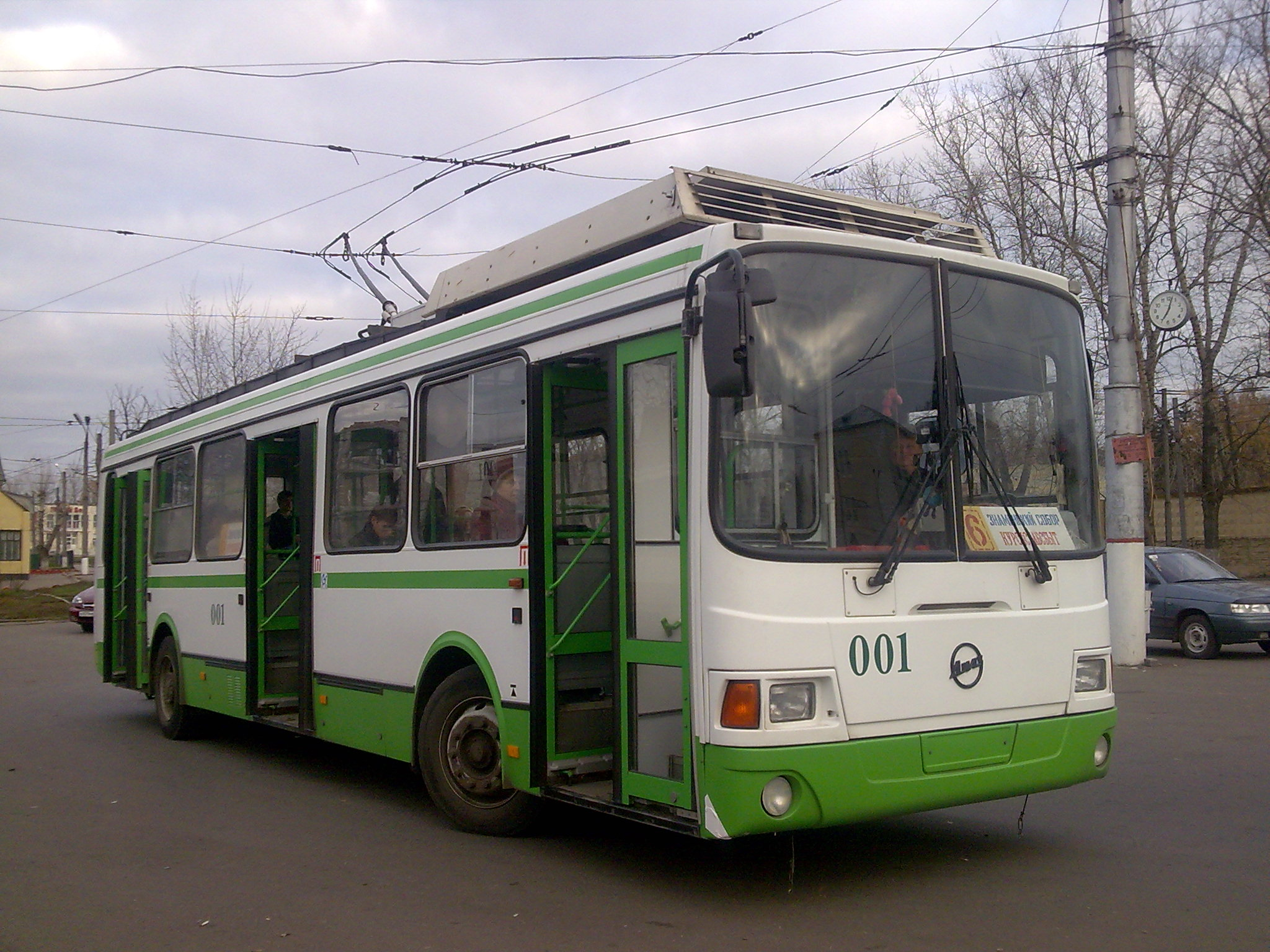
Un trolley LiAZ-5280 à Koursk.